# Højen Bæk
Højen Bæk este o arie protejată (arie specială de conservare — SAC, sit de importanță comunitară — SCI) din Danemarca întinsă pe o suprafață de 180 ha, integral pe uscat.

## Localizare
Centrul sitului Højen Bæk este situat la coordonatele 55°40′26″N 9°31′49″E / 55.673889°N 9.530278°E.

## Înființare
Situl Højen Bæk a fost declarat sit de importanță comunitară în mai 1998 pentru a proteja 1 specie de animale. Situl a fost protejat și ca arie specială de conservare în decembrie 2011.

## Biodiversitate
Situată în ecoregiunea continentală, aria protejată conține 11 habitate naturale: Păduri de fag Luzulo-Fagetum, Păduri de fag acidofile atlantice, cu subarboret de Ilex și, uneori, de asemenea, Taxus, la nivelul arbuștilor (Quercion robori-petraeae sau Ilici-Fagenion), Păduri de fag Asperulo-Fagetum, Păduri de stejar sau de stejar și carpen sub-atlantice și medio-europene de Carpinion betuli, Păduri aluvionare cu Alnus glutinosa și Fraxinus excelsior (Alno-Padion, Alnion incanae, Salicion albae), Izvoare petrifiante cu formare de travertin (Cratoneurion), Mlaștini alcaline, Păduri acidofile de stejar bătrân cu Quercus robur pe câmpii nisipoase, Formațiuni ierboase bogate în specii de Nardus, dezvoltate pe substraturi silicioase în zone montane (și în zone submontane, în Europa continentală), Pajiști cu Molinia pe soluri calcaroase, turboase sau argilos-nămoloase (Molinion caeruleae), Cursuri de apă de la nivel de câmpie la nivel montan, cu vegetație Ranunculion fluitantis și Callitricho-Batrachion.
La baza desemnării sitului se află o specie protejată de  pești: cicar (Lampetra planeri).